# Shenzhou 3
La Shenzhou 3 (in cinese semplificato: 神舟三号) fu la terza missione di un veicolo spaziale di tipo Shenzhou, facente parte del programma spaziale cinese.
A bordo non c'era un equipaggio umano, ma aveva tutti i sottositemi completi e un manichino atto a simulare le reazioni del corpo umano al volo spaziale.